# Odostomia pupaeformis
Odostomia pupaeformis is een slakkensoort uit de familie van de Pyramidellidae. De wetenschappelijke naam van de soort is voor het eerst geldig gepubliceerd in 1865 door Souverbie.